# Харьковская улица (Санкт-Петербург)
Ха́рьковская у́лица — улица в Центральном районе Санкт-Петербурга. Проходит от Невского проспекта до Миргородской улицы.

## История
Первоначально — Тележный переулок (с 1822 года). Название связано с тем, что на месте домов 2 и 4 находились тележные ряды Торговой площади.

Современное название дано 7 марта 1858 года по городу Харькову в ряду улиц Каретной части, названных по украинским губернским городам России.

## Объекты
- Дом 9  7832187000 — здание Калашниковской хлебной биржи, начало 1910-х, арх-р Н. А. Дрягин. Здание Калашниковской хлебной биржи. В современности здание занимает культурный центр ГУ МВД по Санкт-Петербургу и Ленинградской области.
- Дом 13 — школа № 169.